# بارني ليدل
بارني ليدل (بالإنجليزية: Barney Liddell)‏ هو عازف مترددة ‏ أمريكي، ولد في 13 أغسطس 1921، وتوفي في 5 مايو 2003 بسبب قصور كلوي.

## وصلات خارجية
- بارني ليدل على موقع IMDb (الإنجليزية)
- بارني ليدل على موقع ميوزك برينز (الإنجليزية)
- بارني ليدل على موقع قاعدة بيانات الفيلم (الإنجليزية)